# Рождество Богородично (Големаново)
Вижте пояснителната страница за други значения на Рождество Богородично.
„Рождество Богородично“ е православна църква във видинското село Големаново, България.
Според ктигорския надпис основният камък на храма е положен на 4 юли 1883 година и той е осветен на 8 септември 1886 година от Антим Видински. Изграден е от майстор Анто Станков. Декорацията на църквата е дело на дебърския зограф Кръсто Янков, което се вижда от двата запазени ктиторски надписа.
- Единият ктиторски надпис
- Вторият ктиторски надпис
- Царска икона на Архангел Михаил